# Musca marginella
Musca marginella är en tvåvingeart som först beskrevs av Estlund 1796.  Musca marginella ingår i släktet Musca, ordningen tvåvingar, klassen egentliga insekter, fylumet leddjur och riket djur.
Artens utbredningsområde är Sverige. Inga underarter finns listade i Catalogue of Life.